# Championnat de Ligue B de volley-ball masculin
Le Championnat de France de Ligue B masculine a été instauré en 1983 (lors des saisons 1978-79 et 1982-83, il existait déjà une Nationale 1B, mise en place en cours de saison, regroupant les derniers de Nationale 1 et les premiers de Nationale 2), il est géré depuis 1991 par la LNV, d'abord appelé Nationale 1B, puis Pro B entre 1998 et 2009, il prit son nom actuel en 2009. L'attribution du titre de champion de France de Ligue B change  suivant les années, soit le premier classé comme pour la saison 2008-2009, soit des Play-offs avec les quatre meilleures équipes au classement, ou encore deux poules avec finale des vainqueurs. L'attribution des descentes varie aussi suivant les années sur le même système que l'attribution du titre.
Les clubs d'Avignon VB et d'Asnières détiennent le record du nombre de titres en championnat de Ligue B avec 3 victoires.

## Club participants

### Saison 2024/2025
| \| Ajaccio Cannes Reims Fréjus Cambrai Martigues Royan Nancy Rennes St-Jean d’Illac Saint-Quentin \| Localisation des clubs engagés dans le championnat de Ligue B. |
| Ajaccio Cannes Reims Fréjus Cambrai Martigues Royan Nancy Rennes St-Jean d’Illac Saint-Quentin                                                                      |

| Club                   | Ville              | Salle                          | Équipementier     |
| ---------------------- | ------------------ | ------------------------------ | ----------------- |
| GFCO Ajaccio           | Ajaccio            | U Palatinu                     | Joma (2020/21–)   |
| Cambrai Volley         | Cambrai            | Salle Jean-Marie-Vanpoulle     | -                 |
| France Avenir 2024     | Montpellier        | Halle Jacques Shaw             | Erreà             |
| AMSL Fréjus            | Fréjus             | Halle de Sainte-Croix          | Mizuno (2021/22–) |
| Martigues VB           | Martigues          | Gymnase Julien Olive           | Mizuno (2022/23–) |
| Grand Nancy VB         | Nancy              | Parc des Sports Nations        | Erreà             |
| Reims Métropole Volley | Reims              | Complexe René-Tys              | -                 |
| Royan                  | Royan              | Espace Cordouan                | Hummel (2021/22–) |
| Saint-Jean-d'Illac     | Saint-Jean-d'Illac | La Ruche Arena                 | Eldera            |
| Saint-Quentin Volley   | Saint-Quentin      | Palais des sports Pierre Ratte | Kappa (2022/23–)  |

## Palmarès
| Année | Champion                                                 | Deuxième / Finaliste                                     | Troisième                                                |
| ----- | -------------------------------------------------------- | -------------------------------------------------------- | -------------------------------------------------------- |
| 1984  | RC France                                                | JSA Bordeaux                                             |                                                          |
| 1985  | AMSL Fréjus                                              | US Mulhouse                                              |                                                          |
| 1986  |                                                          |                                                          |                                                          |
| 1987  | JSA Bordeaux                                             | ASU Lyon                                                 |                                                          |
| 1988  | Stade poitevin                                           | RC France                                                |                                                          |
| 1989  | Stade français                                           | Saint-Nazaire VB                                         |                                                          |
| 1990  | CASG Paris                                               | Stade poitevin                                           | CASE Saint-Étienne                                       |
| 1991  | Asnières Sports                                          |                                                          |                                                          |
| 1992  | Stade poitevin                                           |                                                          |                                                          |
| 1993  | Paris UC                                                 | SAS Épinal                                               | Rennes EC                                                |
| 1994  | Tours VB                                                 | Avignon VB                                               |                                                          |
| 1995  | Nice VB                                                  | ASPTT Strasbourg                                         |                                                          |
| 1996  | FLL Agde                                                 | TOAC-TUC Toulouse                                        |                                                          |
| 1997  | JSA Bordeaux                                             | GFCO Ajaccio                                             | Castres VBC                                              |
| 1998  | Asnières Volley 92                                       |                                                          | Castres VBC                                              |
| 1999  | Avignon VB                                               | Castres VBC                                              | FLL Agde                                                 |
| 2000  | Avignon VB                                               | Rennes EC                                                | FL Saint-Quentin                                         |
| 2001  | Dunkerque DFVB                                           | Rennes EC                                                | FL Saint-Quentin                                         |
| 2002  | Rennes EC                                                | Avignon VB                                               | FL Saint-Quentin                                         |
| 2003  | Saint-Brieuc CAVB                                        | Beauvais OUC                                             | FL Saint-Quentin                                         |
| 2004  | FL Saint-Quentin                                         | Dunkerque DFVB                                           | Asnières Volley 92                                       |
| 2005  | Spacer's de Toulouse                                     | UVB Narbonne                                             | Chaumont VB 52                                           |
| 2006  | Asnières Volley 92                                       | Saint-Brieuc CAVB                                        | Cambrai VEC                                              |
| 2007  | UVB Narbonne                                             | GFCO Ajaccio                                             | Club Alès CVB                                            |
| 2008  | Club Alès CVB                                            | FL Saint-Quentin                                         | Avignon VB                                               |
| 2009  | GFCO Ajaccio                                             | Avignon VB                                               | Nice VB                                                  |
| 2010  | UGS Nantes-Rezé                                          | Chaumont VB 52                                           | Saint-Brieuc CAVB                                        |
| 2011  | ASU Lyon                                                 | Narbonne Volley                                          | Avignon VB                                               |
| 2012  | Avignon VB                                               | Chaumont VB 52                                           | Saint-Nazaire VBA                                        |
| 2013  | Saint-Nazaire VBA                                        | ASU Lyon                                                 | Asnières Volley 92                                       |
| 2014  | Tourcoing LMVB                                           | Nice VB                                                  | Canteleu-Maromme VB                                      |
| 2015  | Maxéville Nancy                                          | Nice VB                                                  | Poitiers                                                 |
| 2016  | Nice VB                                                  | Rennes Volley 35                                         |                                                          |
| 2017  | Tourcoing LM                                             | Grand Nancy VB                                           | Rennes Volley 35                                         |
| 2018  | AS Cannes                                                | Narbonne Volley                                          | Cambrai Volley                                           |
| 2019  | Paris Volley                                             | Saint-Nazaire VBA                                        |                                                          |
| 2020  | Compétition annulée en raison de la Pandémie de Covid-19 | Compétition annulée en raison de la Pandémie de Covid-19 | Compétition annulée en raison de la Pandémie de Covid-19 |
| 2021  | Plessis-Robinson Volley-Ball                             | Saint-Nazaire VBA                                        | Grand Nancy Volley-Ball                                  |
| 2022  | Saint-Nazaire VBA                                        | Saint-Quentin Volley                                     |                                                          |
| 2023  | Saint-Jean-d'Illac                                       | Mende                                                    | AC Cannes Volley-Ball                                    |
| 2024  | AC Cannes Volley-Ball                                    | GFCO Ajaccio                                             | Cambrai                                                  |
| 2025  | GFCO Ajaccio                                             | AMSL Fréjus                                              |                                                          |

## Identité visuelle

Avant 2015
À partir de 2015